# Śmierć wentylatorowa

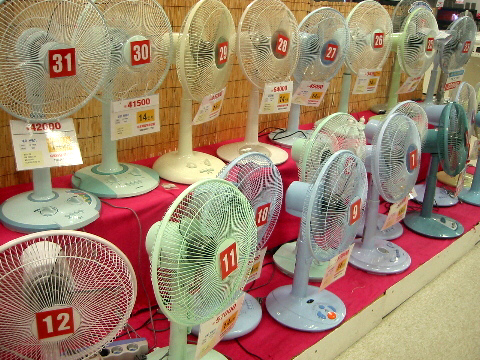
Południowokoreańskie wentylatory

Śmierć wentylatorowa (kor. 선풍기 사망설) – powszechny przesąd w Korei Południowej, że wentylator elektryczny pozostawiony na noc w zamkniętym pomieszczeniu może spowodować śmierć osób śpiących wewnątrz.
Z tego względu wentylatory sprzedawane w Korei Południowej są wyposażone w wyłącznik czasowy.